# Brasserie de Tubize
La Brasserie de Tubize est une brasserie belge située à Tubize en province du Brabant wallon. Elle produit, entre autres, la bière Betchard.

## Historique
Restaurateur à Bruxelles, Jean Rodriguez acquiert en 2005 un bâtiment à Tubize dans le but d'y installer une brasserie. 
Avant l'installation de sa brasserie dans la région de Tubize, Jean Rodriguez fait brasser dès 2008 ses bières auprès de De Proefbrouwerij à Lochristi, une brasserie spécialisée dans la production de bières à façon. 
Après avoir franchi plusieurs obstacles (incluant une inondation), la Brasserie de Tubize produit son premier brassin au printemps 2012. La brasserie est implantée sur le site de Fabelta, ancienne usine de filature de Tubize sur la rive gauche de la Senne. 
La première bière brassée prend le nom de Betchard (signifiant Blagueur en wallon), du nom de la mascotte de Tubize. Ce bonhomme rondouillard portant casquette et pantalon à bretelles est représenté par une statue en bronze sur la Grand-Place. Lui caresser le ventre porte bonheur. Il figure sur les étiquettes de la bière.

## Bières
Cinq variétés de bières artisanales sont produites :
- Betchard Blonde, une bière blonde spéciale titrant 5,5 % en volume d'alcool,
- Betchard Brune, une bière brune spéciale titrant 7 % en volume d'alcool,
- Abbaye de Boneffe,
- Blanche de Tubize, une bière blanche titrant 4,8 % en volume d'alcool,
- La Forgeronne, une bière ambrée titrant 6 % en volume d'alcool,